# Chatarra

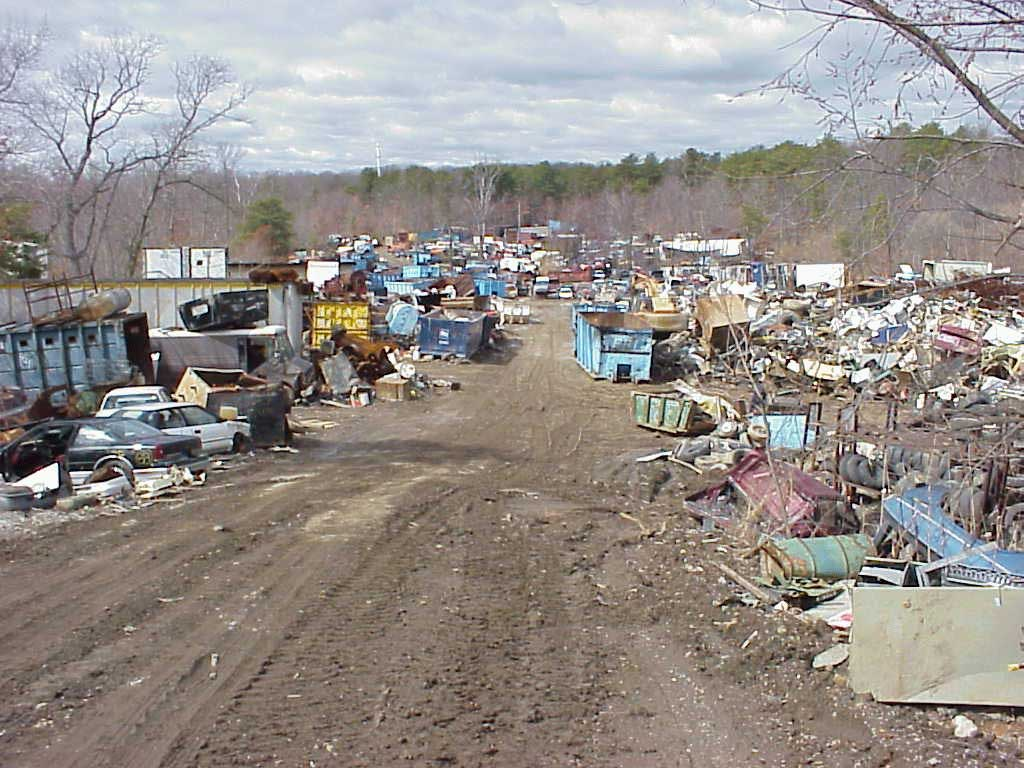
Chatarra.

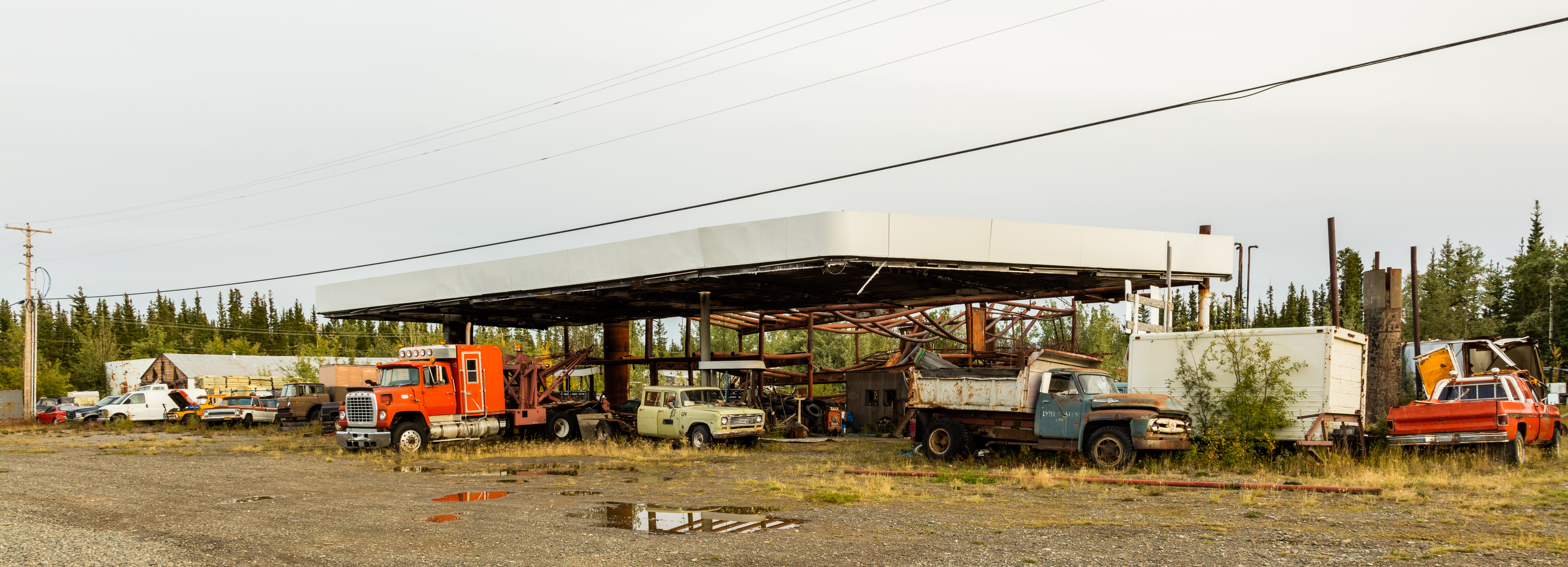
Venta de chatarra en Tok, Alaska, Estados Unidos.

La chatarra (del euskera txatarra 'lo viejo') es el conjunto de trozos de metal de desecho, principalmente hierro.
La chatarra de hierro se utiliza en la producción de acero, y cubre un 40% de las necesidades mundiales. El porcentaje de uso varía según el proceso de fabricación utilizado, y el 20% se usa en la producción de acero por convertidor LD y llega hasta el 100% en el proceso de fabricación por horno de arco eléctrico.[cita requerida]
El chatarrero o la chatarrera es la persona que se dedica profesionalmente al negocio de la compra de chatarra. Las chatarrerías son las instalaciones donde se almacena, clasifica y vende la chatarra.